# شهرستان پروولوتسکی
شهرستان پروولوتسکی (به لاتین: Perevolotsky District) یک شهرستان در روسیه است که در استان اورنبورگ واقع شده‌است.